# Adam Alfred Plater

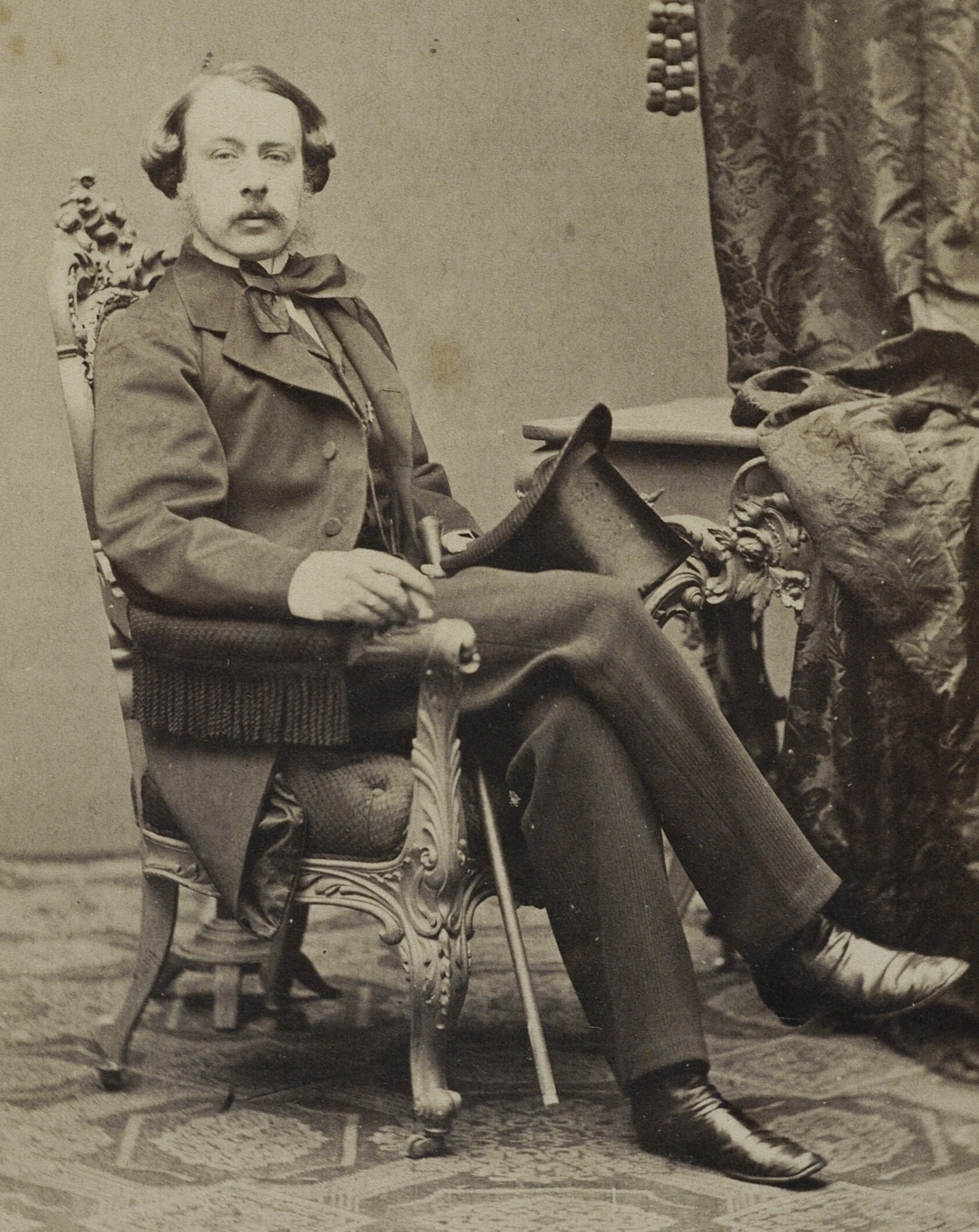
Adam Plater w latach 60. XIX wieku

Adam Alfred Gustaw hr. Broel-Plater (ur. 23 kwietnia 1836 w Wilnie, zm. 24 grudnia 1909 w Szwekszniach) – polski ziemianin, kolekcjoner, archeolog, marszałek szlachty guberni wileńskiej, ugodowiec i działacz organiczny. Syn Stefana Emeryka Platera i Alojzy Aliny Żaba-Marcinikiewicz. 

## Biografia
Po rodzicach odziedziczył majątek Szweksznie. Później dzięki wpływom na dworze, mimo bycia Polakiem uzyskał prawo nabywania dóbr w Kraju Północno-Zachodnim. Nabył dobra Wieprze z miasteczkiem i folwarkami Kowalaki i Bataniszki w powiecie wiłkomierskim. 
Po ukończeniu nauki podróżował po Europie Zachodniej, a także Grecji i Bliskim Wschodzie. W 1857 objął funkcję honorowego kuratora Gimnazjum Święciańskiego. W tym okresie rozpoczął gromadzenie pamiątek i zabytków związanych z okresem pogańskim Litwy i historią Polski. Zgromadził bogatą bibliotekę starodruków polskich i kolekcję numizmatów. W 1860 został zaproszony do Komisji Archeologicznej Wileńskiej, następnie również do Towarzystwa Archeologicznego Petersburskiego.
W 1861 został marszałkiem powiatu rosieńskiego. Zajmował pozycje lojalne wobec rosyjskiej władzy, zwalczał wpływy "białych" w regionie. 
Mimo to po wybuchu powstania na Litwie przyjął nominację na powstańczego naczelnika powiatu. Po upadku powstania, mając do wyboru śmierć, zgodził się rzekomo objąć funkcję marszałka powiatu wileńskiego. W sierpniu 1863 wraz z ojcem był jednym z pierwszych ziemian, którzy podpisali w Wilnie wiernopoddańczy adres do cara.
29 stycznia 1864 objął funkcję marszałka powiatu wileńskiego, następnie w 1878 guberni wileńskiej. W 1888 został koniuszym dworu rosyjskiego, w 1903 ochmistrzem dworu, w końcu rzeczywistym radcą tajnym. Otrzymał różne ordery rosyjskie: Św. Włodzimierza II klasy (1894), Orła Białego (1896) i Aleksandra Newskiego (1900). Był jedynym Polakiem obecnym na odsłonięciu pomnika Michaiła Murawjowa w Wilnie w 1898.
21 października 1878 objął funkcję prezesa Wileńskiego Towarzystwa Dobroczynności. Pełnił również funkcję prezesa Banku Ziemskiego, komitetu odbudowy kościoła Św. Anny.
Zmarł 24 grudnia 1909 w Szkwekszniach. Swoją kolekcję numizmatów przekazał rodzinie Potockich z Krzeszowic, zaś zbiory archeologiczne Muzeum Towarzystwa Przyjaciół Nauk w Wilnie.

## Rodzina
W 1872 poślubił w kościele św. Krzyża w Warszawie Genowefę Pusłowską, córkę Wandalina Pusłowskiego i Jadwigi Gołąbek-Jezierskiej. Miał z nią dwóch synów: Mariana Stefana Wandalina i Jerzego Floryana Felicjana.